# 内部核糖体进入位点

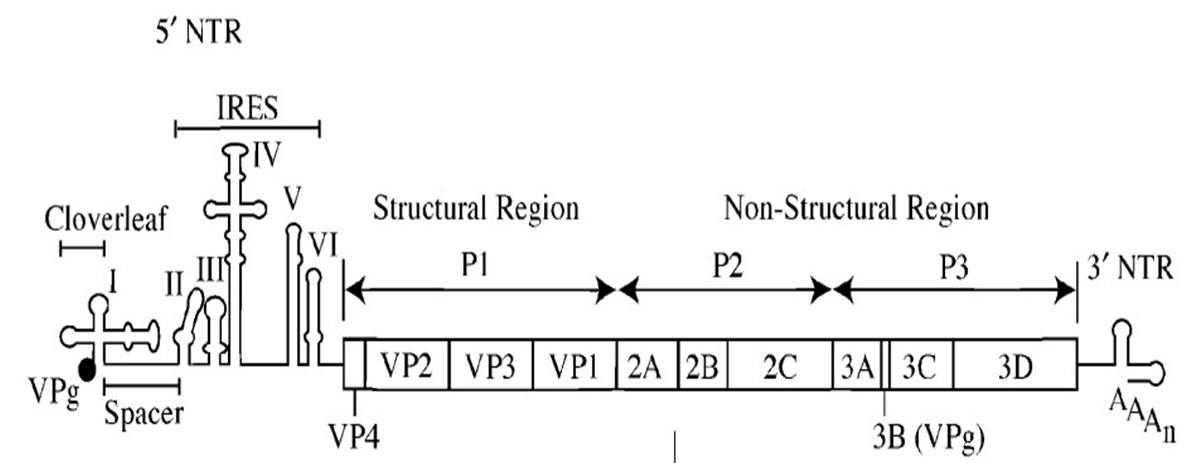
脊髓灰质炎病毒基因组RNA，其中含有IRES原件

內部核糖體進入位點（英語：Internal ribosome entry site, IRES）是一個長數百鹼基對（bp）的基因工程元件。IRES最初發現於病毒中，後來發現一部分真核細胞的mRNA上也帶有IRES元件。IRES能引導核糖體進入該序列，轉譯3'方向的開放閱讀框。將IRES序列插入同一轉錄本下的兩個開放閱讀框（ORF）中間，可以使一個轉錄本轉譯產生兩個獨立的蛋白質。

## 起源與機制
IRES於1988年和1989年分別由纳胡姆·索嫩贝尔格和埃卡德·维默尔团队在脊髓灰质炎病毒（PV）和腦心肌炎病毒（EMCV）中發現。之後，又發現在真核生物的mRNA中也存在IRES序列。第一個發現的真核細胞IRES序列位於免疫球蛋白重鏈結合蛋白BiP的mRNA上，研究人員發現細胞即使被脊髓灰質炎病毒感染，BiP基因仍然可以不受影響地表達，進入深入研究後發現了IRES序列的存在。人的FGF（成纖維細胞生長因子）基因家族、p53、c-Myc等基因的mRNA中都發現了IRES元件。
來自病毒的IRES作用機制是招募核糖體的40S亞基或使其与該區域結合，令核糖體在該區域開始組裝，進而啓動3'方向開放閱讀框的轉譯。而真核生物中天然存在的IRES作用機理尚不十分清楚，很大程度上停留在推論階段。
目前常用的IRES分爲I型和II型，其中源自脊髓灰質炎病毒（PV）IRES元件的稱爲I型，源自腦心肌炎病毒（EMCV）IRES元件的稱爲II型，II型比I型更加常用。

## 應用
在基因工程中，IRES可在真核細胞中使一個轉錄本轉譯出兩條獨立的肽鏈，這能滿足僅通過載體中單個轉錄本使宿主表達兩個獨立的蛋白質而不是一個融合蛋白的要求。如果需要令兩個蛋白分開表達（例如需要一個蛋白進入細胞核中、另一個蛋白在細胞質中表達），又希望只在載體上構建一個轉錄本，那麼可以選擇在兩個蛋白的編碼區（CDS）中間加入一個IRES序列。除此之外，如果兩個蛋白融合後融合蛋白沒有功能，可以在兩個蛋白的編碼區中間插入一段編碼IRES序列，或將連結肽更換為IRES序列，使兩個蛋白分開轉譯。這樣做有很大機會使兩個蛋白恢復功能。
相比2A肽（如P2A、T2A），IRES的序列較長、而且效率一般也不如2A肽高，受IRES調控的基因表達水平一般比IRES上游的基因低。此外，IRES要求3'端方向的閱讀框是開放閱讀框，即第一個密碼子一定要是啓動密碼子。